# SimC
SimC 心詩 （中文：心詩）（9月21日—），是荷蘭出生的香港歌手及演員。2013年成為C AllStar的小師妹，和師兄合唱《她結他》而為人所認識。

## 簡介
SimC因自小受香港TVB影視文化薰陶，所以她一心想來港發展。為實現夢音樂夢，她在荷蘭參加多個歌唱比賽，並屢獲殊榮。除此之外，SimC為了在假期回港到商場作公開演出，她在荷蘭同一時間做了幾份兼職賺取生活費。2012年SimC放下了荷蘭的一切，隻身來港追夢，在一次商場演出中認識了現任唱片公司的老闆阿Bert，正式成為C AllStar的小師妹。並在能得利C AllStar Juicy音樂會上初次以歌手的身份跟樂迷見面，還即場與C AllStar合唱《她結他》。2014年SimC參演香港電影《大浪淘沙》，主角之一飾演從加拿大回流香港的少女張小月。《大浪淘沙》由蔡繼光導演和編劇，楊逸德監製，鮑起靜領銜主演。一個感人故事，細膩描寫了香港人迎接危機和2003年沙士的挑戰。

## 音樂作品

### 單曲
2013年：《心中富有》（收錄於 ThanksGiving祭2013 (共享詩歌)）
2013年：《她結他》（與C AllStar合唱，收錄於C AllStar第五隻大碟Cantopopsibility）

### 派台歌曲成績
| 派台歌曲成績     | 派台歌曲成績 | 派台歌曲成績 | 派台歌曲成績 | 派台歌曲成績 | 派台歌曲成績 | 派台歌曲成績    |
| ---------------- | ------------ | ------------ | ------------ | ------------ | ------------ | --------------- |
| 唱片             | 歌曲         | 903          | RTHK         | 997          | TVB          | 備註            |
| 2013年           |              |              |              |              |              |                 |
| Cantopopsibility | 她結他       | 2            | 3            | 3            | -            | 與C AllStar合唱 |

| 各台冠軍歌總數 | 各台冠軍歌總數 | 各台冠軍歌總數 | 各台冠軍歌總數 | 各台冠軍歌總數    |
| -------------- | -------------- | -------------- | -------------- | ----------------- |
| 903            | RTHK           | 997            | TVB            | 備註              |
| 0              | 0              | 0              | 0              | 四台冠軍歌總數：0 |

- 仍在榜上（*）

## 獎項

### 2007年
- Chinese New Talent 12強

### 2010年
- Need You Now!你唱我又唱歌唱比賽 冠軍
- 第三屆荷蘭華人青年歌手大賽最佳人氣獎
- Hong Kong Singer Channel 網上歌唱比賽 最高票數

### 2011年
- Shizo Karaoke Contest 第一名
- 第一屆荷蘭華人之星大獎賽三等獎

### 2013年
- 新城勁爆頒獎禮2013 新城勁爆合唱歌曲 《她結他》

## 活動
- 2013年5月22日：香港理工大學賽馬會綜藝館 能得利® C AllStar Juicy 演唱會
- 2013年6月27日：奧海城2期地下主題中庭 Recruit招聘進修博覽 星級分享嘉賓
- 2013年8月3日：《狂舞派》首映禮
- 2013年8月4日：荃新天地二期 愛心滿東華免費醫療服務捐助計劃
- 2013年8月9日：香港會議展覽中心 全港十八區歌唱比賽 嘉賓
- 2013年8月11日：荷里活廣場 Star Atrium 盡顯關懷護聽覺巡迴展覽開展禮
- 2013年8月18日：樂富廣場 低碳三十閉幕音樂會
- 2013年8月21日：MCL STAR Cinema 記者招待會
- 2013年8月24日：九龍灣國際展貿中心展貿廳1 Acuvue x 亮視點  Feel So Natural 演唱會
- 2013年8月27日：香港浸會大學 AC Hall YES!!全港校花校草選舉 2013
- 2013年10月6日：《食德是福》剩食收集行動
- 2013年：YES! Schooltour
- 2014年1月14日：圓方The Grand《曼德拉慈善首映禮》
- 2014年1月18日：荃灣愉景新城愛心力量第三屆太陽腎心健康慈善長跑賽
- 2014年1月18日：尖沙咀文化中心積極人生愛滿Fun
- 2014年2月20日：Hard Rock Cafe Hong Kong《V1周報》報紙週年活動
- 2014年3月27日：第三十八屆香港國際電影節 《十二夜》香港國際電影節首映禮
- 2014年4月28日：朗豪坊4樓天橋 亞洲巡迴化妝藝術展 燃亮第"綠"感作品展覽發佈會
- 2014年7月12日：香港科學園 中銀香港無綠不歡嘉年華
- 2014年12月30日：大浪淘沙優先場
- 2014年：YES! Schooltour
- 2015年5月18日：星影滙《大浪淘沙》首映禮

## MV
- 2010年：《No Christmas For Her》 Kevin Kaho Tsui
- 2011年：《Goodbye Bella》 Kevin Kaho Tsui
- 2012年：《September》 Samuel Lau
- 2012年：《第一步》C AllStar

## 微電影
- 2014年：《圍誌 Trove》
- 2014年：《Choose Me》
- 2014年：《薪火》

## 電影
- 2014年：香港電影《大浪淘沙》
- 2021年：荷蘭電影《BON BINI HOLLAND 3》
- 2021年：荷蘭電影《MOLOCH》

## 電視劇
- 2021年：荷蘭電視劇 NPO《HEARTBEATS》'Onze Straat!'

## 廣告
- 2014年：《Doublemint绿箭口香糖贾玲2014年度最新广告30s》

- 2019年：《Neutrogena廣告》

- 2020年：《Amstel啤酒亞洲區廣告》

- 2020年：《NS International荷蘭火車廣告》

- 2021年：《TVC Rijksoverheid 'versoepeling van de coronamaatregelen'》

- 2022年：《Brunel》廣告

- 2022年：《Hans Anders》廣告

## 外部連結
- SimC的新浪微博
- Sim.Sim.C Instagram(Sim.Sim.C)
- SSimCreations Instagram(SSimCreations)